# Macaire le Copte
Macaire le Copte est un roman de François Weyergans publié le 15 septembre 1981 aux éditions Gallimard et ayant reçu le prix Victor-Rossel la même année et le prix des Deux Magots l'année suivante.

## Résumé
Publié en 1981, Macaire Le Copte est un roman de Weyergans qui rend compte de la vie ascétique dans le désert d’Égypte au IVe siècle après Jésus-Christ. Le personnage central connait une errance de condition sociale, il est tour à tour esclave, fugitif, apprenti magicien et boulanger. Cette traversée à travers différents lieux va connaitre son terme lorsqu’il rencontre dans le désert un ermite qui lui parle de la vie de Jésus. Comme une révélation, il va prendre sur lui de vivre la vie telle que Christ l’a vécue. Le désert lui apparait comme le seul espace dans lequel il est possible de connaitre l’élévation spirituelle et par conséquent de rencontrer Dieu et d’accomplir des exploits ascétiques. Ce personnage apprend aussi que la vie érémitique est une vie de dépossession, de détachement d’avec le monde et tout ce qui s’y rattache : les hommes et surtout le matériel. C’est d’ailleurs l’un des premiers actes qu’il pose en quittant sa dernière situation : boulanger pour regagner le désert : « À peine sorti du village, Macaire laissa le tout à une vieille femme assoupie sous un sycomore à moitié réveillée, elle ne comprenait pas ce qui lui arrivait. Il ne garda que l’eau » . Cet acte lui permet de commencer sa traversée du désert en recommandant son corps à Dieu alors qu’il se mettrait entièrement à nourrir son esprit. L’auteur enseigne également dans ce récit que la route qui conduit à la sanctification implique la présence d’un maître spirituel censé guider le néo ermite dans sa marche. Macaire ne déroge pas à cela. Bien au contraire il connaît aussi une traversée de pères spirituels jusqu’à ce qu’il devienne lui-même un ermite fort renommé : « Plus tard, un jeune homme vint le trouver. Il arrivait d’Alexandrie et voulait devenir son disciple » . Si le désert est au départ le lieu où Macaire cherche à faire l’expérience de Dieu, il deviendra finalement le lieu de la rencontre avec soi-même. En effet, en cherchant à connaître ce Dieu Tout Puissant, il va comprendre que celui-ci est en chaque homme, qu’il est chacun d’entre nous et ce n’est qu’en soi que cette rencontre peut s’accomplir : « Le Dieu que tu cherches lui dit un homme hirsute, c’est toi. Si tu cherches Dieu ailleurs, la route sera longue et stérile » .

## Prix littéraires
- 1981 : Prix Victor-Rossel
- 1982 : Prix des Deux Magots

## Éditions
- Macaire le Copte, éditions Gallimard, 1981  (ISBN 207026470X).